# 安娜·德克洛
安娜·赛西尔·德克洛（法語：Anne Cécile Desclos，1907年9月23日—1998年4月27日），法国记者和作家，以假名“多米尼克·奥里（Dominique Aury）”和“波莉娜·雷阿日（Pauline Réage）”发表作品，其中最广为人知的是情色小说《O的故事》（Histoire d'O）。